# Classe Vosh
Le unità navali appartenenti alla classe Vosh (progetto 1248 Moskit secondo la classificazione russa) sono pattugliatori utilizzati dalla marina militare sovietica e poi russa per il controllo dei confini fluviali con la Cina.

## Tecnica ed armamento
Si tratta di unità piuttosto simili ai Piyavka, ma con un armamento decisamente più pesante. In compenso, hanno dimensioni leggermente inferiori, e non hanno capacità cargo.
Il cannone da 100 mm è lo stesso dei carri armati T-55.

## Il servizio
I Vosh sono stati costruiti tra il 1979 ed il 1984. Vengono utilizzati dalla Guardia di Frontiera Federale per le operazioni di controllo e pattugliamento dei fiumi Amur ed Ussuri, al confine con la Cina.
Oggi ne rimangono in servizio cinque, tutti inquadrati nelle flottiglie fluviali dell'Amur e dell'Ussuri: PSKR-482, PSKR-483, PSKR-484, PSKR-485 e PSKR-486.